# Badessy
Badessy és un (loa) en la religió vodú. S'assigna al cel en sentit astronòmic.